# Parafia św. Stanisława Kostki w Niskowej
Parafia św. Stanisława Kostki w Niskowej – parafia rzymskokatolicka, znajdująca się w diecezji tarnowskiej, w dekanacie Nowy Sącz Zachód.